# Encyklopedia wiedzy o książce
Encyklopedia wiedzy o książce (EWoK) – encyklopedia specjalistyczna wydana w 1971 we Wrocławiu przez Zakład Narodowy im. Ossolińskich pod redakcją Aleksandra Birkenmajera.

## Opis
Encyklopedia zawiera ok. 6000 haseł rzeczowych, biograficznych, geograficznych, topograficznych oraz odsyłaczowych z zakresu wiedzy o książce; obejmuje całokształt wiedzy ze wszystkich dziedzin dotyczących książki jako dzieła sztuki rękopiśmiennej oraz poligraficznej oraz przedmiotu czytelnictwa, kolekcjonerstwa i handlu.
W EWoK nie podaje się numeracji stron, lecz numerację kolumn (na dole każdej kolumny). Układ strony jest 2-kolumnowy, liczba kolumn wynosi 2874, co daje 1436 stron, + stron XXII, + doklejona wkładka z erratą. Liczne ilustracje w tekście, s. tabl. ilustr. 56, oprawa płócienna, wysokość 26 cm. Ark. wyd. 202,30.
Komitet redakcyjny: Aleksander Birkenmajer, Bronisław Kocowski, Jan Trzynadlowski, Alodia Kawecka-Gryczowa, Helena Więckowska, Stanisław Pazyra.
Podaje informacje z następujących dziedzin:
- dzieje pisma,
- dzieje książki rękopiśmiennej i drukowanej,
- iluminatorstwo i ilustratorstwo książkowe,
- dzieje opraw i introligatorstwo,
- papiernictwo,
- drukarstwo,
- księgarstwo,
- historia bibliotek,
- bibliotekarstwo i bibliotekoznawstwo,
- bibliofilstwo,
- bibliografia,
- dokumentacja,
- zagadnienia wydawnicze i czasopiśmiennictwo,
- dzieje opraw.

Uwzględniono również niektóre nauki pokrewne, jak archiwistyka, chronologia, dyplomatyka, geografia historyczna itp. Ogólnie problematyka EWoK dotyczy księgoznawstwa światowego ze szczególnym uwzględnieniem spraw polskich.